# Alsbach-Hähnlein
Alsbach-Hähnlein é um município da Alemanha, situado no distrito de Darmstadt-Dieburg, no estado de Hesse. Tem 15,78 km² de área, e sua população em 2019 foi estimada em 9.089 habitantes.